# Arcidiocesi di Baltimora

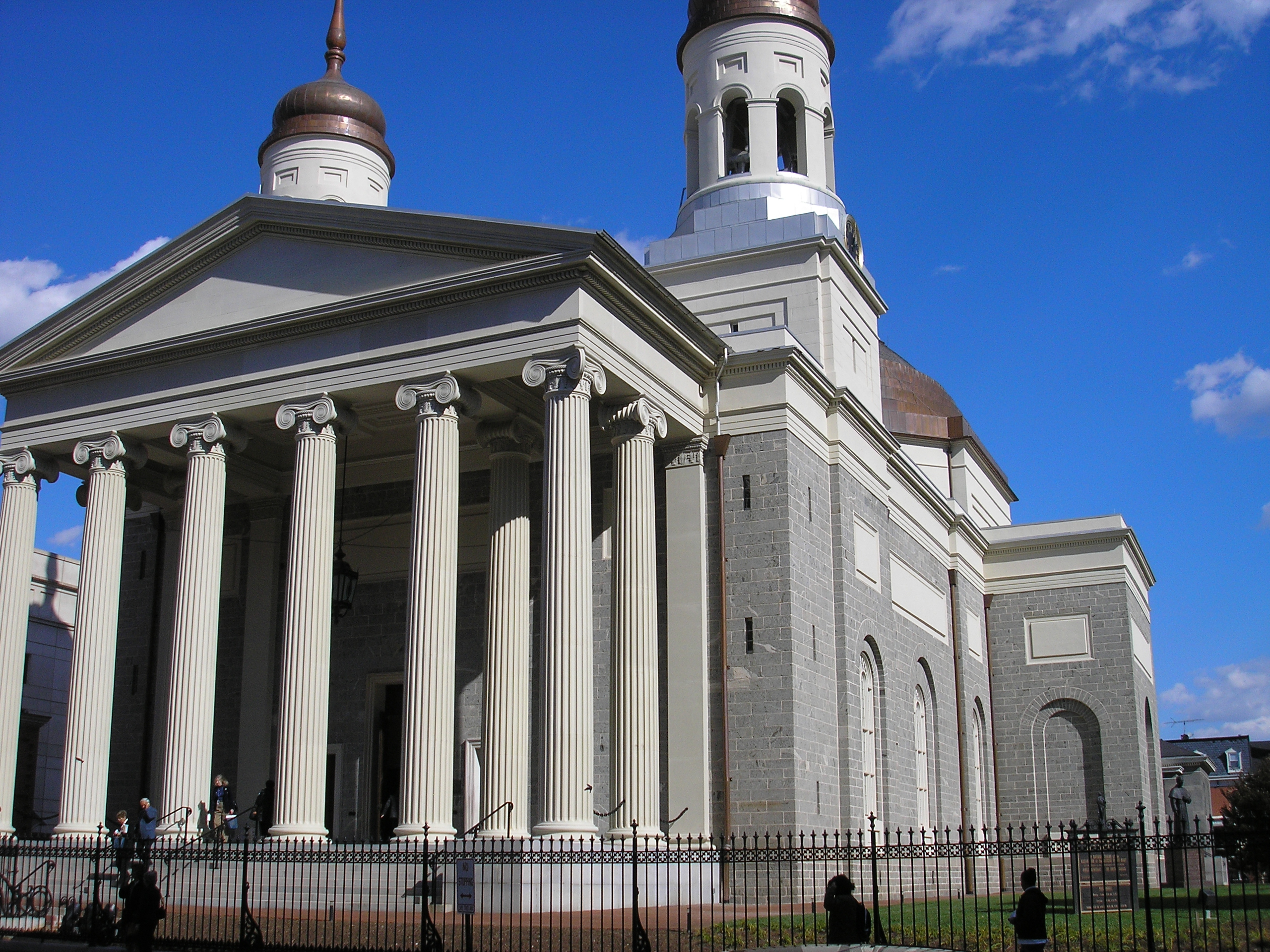
La concattedrale e basilica minore dell'Assunzione di Maria Vergine, a Baltimora

L'arcidiocesi di Baltimora (in latino Archidioecesis Baltimorensis) è una sede metropolitana della Chiesa cattolica negli Stati Uniti d'America. Nel 2022 contava 512.000 battezzati su 3.266.558 abitanti. È retta dall'arcivescovo William Edward Lori.

## Territorio
L'arcidiocesi comprende nove contee dello stato del Maryland, negli Stati Uniti d'America: Allegany, Anne Arundel, Baltimora, Carroll, Frederick, Garrett, Harford, Howard e Washington.
Sede arcivescovile è la città di Baltimora, dove si trovano la cattedrale di Nostra Regina Maria (Mary Our Queen) e la basilica concattedrale dell'Assunzione di Maria Vergine (National Shrine of the Assumption of the Blessed Virgin Mary) che è la più antica cattedrale cattolica degli Stati Uniti. A Emmitsburg si trovano invece la basilica minore di Sant'Elisabetta Anna Bayley Seton (Basilica of the National Shrine of St. Elizabeth Ann Seton) e il santuario della Madonna di Lourdes (National Shrine Grotto of Lourdes).
Il territorio si estende su 12.430 km² ed è suddiviso in 135 parrocchie.

### Provincia ecclesiastica
La provincia ecclesiastica di Baltimora, istituita nel 1808, comprende le seguenti suffraganee:
- diocesi di Arlington
- diocesi di Richmond
- diocesi di Wheeling-Charleston
- diocesi di Wilmington

## Storia
La prefettura apostolica degli Stati Uniti d'America fu eretta il 26 novembre 1784, ricavandone il territorio dal vicariato apostolico di Londra (oggi arcidiocesi di Westminster), i cui vicari ebbero, fino a quel momento, giurisdizione sui cattolici delle tredici colonie americane. Fu la prima circoscrizione ecclesiastica degli Stati Uniti.
Il 6 novembre 1789 per effetto del breve Ex hac Apostolicae di papa Pio VI la prefettura apostolica fu elevata a diocesi con il nome di diocesi di Baltimora. La nuova diocesi fu resa immediatamente soggetta alla Santa Sede.
L'8 aprile 1808 cedette porzioni del suo territorio a vantaggio dell'erezione delle diocesi di Boston (oggi arcidiocesi), di Bardstown (oggi arcidiocesi di Louisville), di Filadelfia (oggi arcidiocesi) e di New York (oggi arcidiocesi). Lo stesso giorno la diocesi fu elevata al rango di arcidiocesi metropolitana con il breve Pontificii muneris di papa Pio VII.
L'11 luglio 1820 cedette altre porzioni del suo territorio a vantaggio dell'erezione delle diocesi di Charleston e di Richmond.
Il 18 giugno 1834 con la bolla Benedictus Deus papa Gregorio XVI confermò il territorio di giurisdizione degli arcivescovi di Baltimora, esteso a tutto il Maryland e al distretto di Columbia.
Nel 1850, la Prerogative of Place conferì all'arcidiocesi di Baltimora una precedenza onorifica rispetto alle altre diocesi simile a quella dei primati in altri paesi.
Il 3 marzo 1868 cedette un'ulteriore porzione di territorio a vantaggio dell'erezione della diocesi di Wilmington.
Il 22 luglio 1939 assunse il nome di arcidiocesi di Baltimora-Washington.
Il 15 novembre 1947 l'arcidiocesi si è divisa, dando origine all'arcidiocesi di Baltimora e all'arcidiocesi di Washington.

## Cronotassi dei vescovi
Si omettono i periodi di sede vacante non superiori ai 2 anni o non storicamente accertati.
- John Carroll, S.I. † (9 giugno 1784 - 3 dicembre 1815 deceduto)
- Leonard Neale, S.I. † (3 dicembre 1815 succeduto - 18 giugno 1817 deceduto)
- Ambrose Maréchal, P.S.S. † (14 luglio 1817 - 29 gennaio 1828 deceduto)
- James Whitfield † (29 gennaio 1828 - 19 ottobre 1834 deceduto)
- Samuel Eccleston, P.S.S. † (19 ottobre 1834 - 22 aprile 1851 deceduto)
- Francis Patrick Kenrick † (19 agosto 1851 - 8 luglio 1863 deceduto)
- Martin John Spalding † (3 maggio 1864 - 7 febbraio 1872 deceduto)
- James Roosevelt Bayley † (30 luglio 1872 - 3 ottobre 1877 deceduto)
- James Gibbons † (3 ottobre 1877 - 24 marzo 1921 deceduto)
- Michael Joseph Curley † (10 agosto 1921 - 16 maggio 1947 deceduto)
- Francis Patrick Keough † (29 novembre 1947 - 8 dicembre 1961 deceduto)
- Lawrence Joseph Shehan † (8 dicembre 1961 - 25 marzo 1974 ritirato)
- William Donald Borders † (25 marzo 1974 - 6 aprile 1989 ritirato)
- William Henry Keeler † (11 aprile 1989 - 12 luglio 2007 ritirato)
- Edwin Frederick O'Brien (12 luglio 2007 - 29 agosto 2011 nominato pro-gran maestro dell'Ordine equestre del Santo Sepolcro di Gerusalemme)
- William Edward Lori, dal 20 marzo 2012

## Statistiche
L'arcidiocesi nel 2022 su una popolazione di 3.266.558 persone contava 512.000 battezzati, corrispondenti al 15,7% del totale.
| anno | popolazione | popolazione | popolazione | presbiteri | presbiteri | presbiteri | presbiteri                | diaconi | religiosi | religiosi | parrocchie |
| anno | battezzati  | totale      | %           | numero     | secolari   | regolari   | battezzati per presbitero | diaconi | uomini    | donne     | parrocchie |
| ---- | ----------- | ----------- | ----------- | ---------- | ---------- | ---------- | ------------------------- | ------- | --------- | --------- | ---------- |
| 1950 | 297.546     | 1.509.684   | 19,7        | 649        | 268        | 381        | 458                       |         | 529       | 2.460     | 118        |
| 1959 | 403.505     | 2.509.139   | 16,1        | 675        | 288        | 387        | 597                       |         | 814       | 2.759     | 131        |
| 1964 | 480.653     | 2.116.859   | 22,7        | 698        | 317        | 381        | 688                       |         | 853       | 3.411     | 138        |
| 1970 | 438.203     | 2.321.050   | 18,9        | 686        | 358        | 328        | 638                       | 1       | 496       | 2.937     | 139        |
| 1976 | 455.564     | 2.425.530   | 18,8        | 772        | 355        | 417        | 590                       | 52      | 559       | 2.120     | 148        |
| 1980 | 413.668     | 2.869.430   | 14,4        | 667        | 347        | 320        | 620                       | 91      | 478       | 1.972     | 149        |
| 1990 | 449.483     | 2.534.000   | 17,7        | 652        | 286        | 366        | 689                       | 174     | 471       | 1.484     | 162        |
| 1999 | 484.287     | 2.849.409   | 17,0        | 595        | 304        | 291        | 813                       | 187     | 80        | 1.212     | 155        |
| 2000 | 486.607     | 2.870.150   | 17,0        | 597        | 293        | 304        | 815                       | 181     | 380       | 1.233     | 164        |
| 2001 | 486.828     | 2.903.892   | 16,8        | 511        | 258        | 253        | 952                       | 167     | 325       | 1.160     | 162        |
| 2002 | 497.424     | 2.944.407   | 16,9        | 514        | 254        | 260        | 967                       | 159     | 333       | 1.190     | 162        |
| 2003 | 500.179     | 2.972.083   | 16,8        | 497        | 263        | 234        | 1.006                     | 171     | 315       | 1.131     | 154        |
| 2004 | 506.587     | 3.006.607   | 16,8        | 574        | 309        | 265        | 882                       | 183     | 338       | 1.088     | 152        |
| 2006 | 517.679     | 3.055.407   | 16,9        | 545        | 285        | 260        | 949                       | 178     | 333       | 1.047     | 151        |
| 2010 | 499.529     | 3.119.000   | 16,0        | 543        | 297        | 246        | 919                       | 158     | 315       | 934       | 153        |
| 2012 | 510.328     | 3.148.690   | 16,2        | 511        | 284        | 227        | 998                       | 168     | 296       | 860       | 146        |
| 2015 | 509.491     | 3.216.626   | 15,8        | 522        | 274        | 248        | 976                       | 173     | 312       | 762       | 144        |
| 2018 | 517.015     | 3.250.032   | 15,9        | 453        | 225        | 228        | 1.141                     | 187     | 293       | 672       | 140        |
| 2020 | 525.500     | 3.304.588   | 15,9        | 391        | 198        | 193        | 1.343                     | 169     | 234       | 636       | 139        |
| 2022 | 512.000     | 3.266.558   | 15,7        | 435        | 245        | 190        | 1.177                     | 190     | 271       | 457       | 135        |

## Parrocchie
- Saint Agnes: Baltimora
- Saint Alphonsus: Baltimora
- Saint Alphonsus Rodriguez: Woodstock
- Saint Ambrose: Baltimora
- Saint Ambrose (Cresaptown): Cresaptown
- Saint Andrew by the Bay: Annapolis
- Saint Ann (Grantsville): Grantsville
- Saint Ann: Baltimora
- Saint Ann (Hagerstown): Hagerstown
- Church of the Annunciation (Rosedale): Baltimora
- Saint Anthony of Padua: Baltimora
- Saint Anthony Shrine: Emmitsburg
- Church of the Ascension (Halethorpe): Baltimora
- Saint Athanasius: Baltimora
- Saint Augustine (Williamsport): Williamsport
- Saint Augustine (Elkridge): Elkridge
- Saint Bartholomew: Manchester
- Basilica of the Assumption: Baltimora
- Saint Benedict: Baltimora
- Saint Bernadette: Severn
- Saint Bernardine: Baltimora
- Blessed Sacrament: Baltimora
- Saint Brigid: Baltimora
- Saint Casimir: Baltimora
- Cathedral of Mary Our Queen: Baltimora
- Saint Cecilia: Baltimora
- Saint Charles Borromeo (Pikesville): Baltimora
- Saint Clare (Essex): Baltimora
- Saint Clement (Lansdowne): Baltimora
- Saint Clement Mary Hofbauer (Rosedale): Baltimora
- Corpus Christi: Baltimora
- Church of the Crucifixion: Glen Burnie
- Saint Dominic: Baltimora
- Saint Edward: Baltimora
- Saint Elizabeth Ann Seton: Crofton
- Saint Elizabeth of Hungary: Baltimora
- Saint Francis de Sales: Abingdon
- Saint Francis of Assisi: Baltimora
- Saint Francis of Assisi (Brunswick): Brunswick
- Saint Francis of Assisi (Fulton): Fulton
- Saint Francis Xavier: Baltimora
- Catholic Community of Saint Francis Xavier: Hunt Valley
- Saint Gabriel: Barton
- Saint Gabriel (Woodlawn): Baltimora
- Church of the Good Shepherd: Glen Burnie
- Saint Gregory the Great: Baltimora
- Church of the Holy Apostles: Gambrills
- Holy Cross: Baltimora
- Holy Family (Davidsonville): Davidsonville
- Holy Family (Randallstown): Randallstown
- Holy Family Catholic Community: Middletown
- Holy Korean Martyrs: Baltimora
- Holy Rosary: Baltimora
- Holy Spirit: Joppa
- Holy Trinity: Glen Burnie
- Saint Ignatius (Hickory): Forest Hill
- Saint Ignatius: Baltimora
- Saint Ignatius Loyola: Ijamsville
- Immaculate Conception (Towson): Towson
- Immaculate Conception: Baltimora
- Immaculate Heart of Mary (Baynesville): Baltimora
- Saint Isaac Jogues: Baltimora
- Saint James: Boonsboro
- Saint Jane Frances de Chantal: Pasadena
- Saint Joan of Arc: Aberdeen
- Saint John (Westminster): Westminster
- Saint John Neumann: Annapolis
- Saint John the Evangelist (Severna Park): Severna Park
- Saint John the Evangelist (Hydes): Hydes
- Saint John the Evangelist (Columbia): Columbia
- Saint John the Evangelist (Frederick): Frederick
- Saint Joseph (Taneytown): Taneytown
- Saint Joseph (Sykesville): Eldersburg
- Saint Joseph (Texas): Cockeysville
- Saint Joseph (Emmitsburg): Emmitsburg
- Saint Joseph (Fullerton): Baltimora
- Saint Joseph (Hagerstown) Hagerstown:
- Saint Joseph (Midland) Midland:
- Saint Joseph (Odenton) Odenton:
- Saint Joseph Passionist Monastery: Baltimora
- Saint Joseph-On-Carrollton Manor: Buckeystown

- Saint Katharine Drexel (Frederick): Frederick
- Saint Lawrence Martyr (Jessup): Jessup
- Saint Leo: Baltimora
- Saint Louis Clarksville:
- Saint Luke (Edgemere) Baltimora
- Saint Margaret: Bel Air
- Saint Mark: Fallston
- Saint Mark (Catonsville): Baltimora
- Saint Mary (Pylesville): Pylesville
- Saint Mary (Petersville): Petersville
- Saint Mary (Annapolis): Annapolis
- Saint Mary (Cumberland): Cumberland
- Saint Mary (Hagerstown): Hagerstown
- Saint Mary Magdalen (Bel Air): Bel Air
- Saint Mary of the Annunciation: Lonaconing
- Saint Mary of the Assumption (Govans): Baltimora
- Saint Mary, Star of the Sea: Baltimora
- Saint Matthew: Baltimora
- Saint Michael (Frostburg): Frostburg
- Saint Michael (Clear Spring): Clear Spring
- Saint Michael (Poplar Springs): Mount Airy
- Saint Michael the Archangel (Overlea): Baltimora
- Saint Michael - Wolfe Street: Baltimora
- Most Precious Blood: Baltimora
- Church of the Nativity: Timonium
- New All Saints: Baltimora
- Our Lady of Fatima: Baltimora
- Our Lady of Good Counsel: Baltimora
- Our Lady of Grace Parkton:
- Our Lady of Hope (Dundalk) Baltimora
- Our Lady of La Vang: Baltimora
- Our Lady of Mount Carmel: Thurmont
- Our Lady of Mount Carmel (Middle River): Baltimora
- Our Lady of Perpetual Help (Ellicott City): Ellicott City
- Our Lady of Perpetual Help (Edgewater): Edgewater
- Our Lady of Pompei: Baltimora
- Our Lady of Sorrows (Owensville): West River
- Our Lady of the Angels (Charlestown): Catonsville
- Our Lady of the Chesapeake (Lake Shore): Pasadena
- Our Lady of the Fields: Millersville
- Our Lady of Victory (Arbutus): Baltimora
- Our Lady, Queen of Peace (Middle River): Baltimora
- Saint Patrick (Cumberland): Cumberland
- Saint Patrick (Havre de Grace): Havre de Grace
- Saint Patrick (Little Orleans): Little Orleans
- Saint Patrick (Mount Savage): Mount Savage
- Saint Patrick - Broadway: Baltimora
- Saint Paul: Ellicott City
- Saint Peter (Hancock): Hancock
- Saint Peter (Westernport): Westernport
- Saint Peter at the Lake: Oakland
- SS. Peter & Paul: Cumberland
- Saint Peter Claver: Baltimora
- Saint Peter the Apostle (Oakland): Oakland
- Saint Peter the Apostle (Libertytown): Libertytown
- SS. Philip & James: Baltimora
- Saint Philip Neri: Linthicum Heights
- Saint Pius V: Baltimora
- Saint Pius X: Baltimora
- Prince of Peace: Edgewood
- Catholic Community at Relay: Baltimora
- Resurrection (Ellicott City): Ellicott City
- Resurrection of Our Lord (Laurel): Laurel
- Saint Rita (Dundalk): Baltimora
- Saint Rose of Lima: Baltimora
- Sacred Heart: Glyndon
- Sacred Heart of Jesus: Baltimora
- Sacred Heart of Mary (Dundalk): Baltimora
- Shrine of the Little Flower: Baltimora
- Shrine of the Sacred Heart: Baltimora
- Saint Stephen: Bradshaw
- Saint Thomas Aquinas: Baltimora
- Saint Thomas More: Baltimora
- Saint Timothy: Walkersville
- Transfiguration Catholic Community: Baltimora
- Saint Ursula: Baltimora
- Saint Veronica: Baltimora
- Saint Vincent de Paul: Baltimora
- Saint Wenceslaus: Baltimora
- Saint William of York: Baltimora

## Istituti religiosi

### Istituti religiosi maschili
Alla fine del 2012 contavano case in diocesi i seguenti istituti religiosi maschili:
- Canonici regolari premostratensi
- Compagnia dei sacerdoti di San Sulpizio
- Compagnia di Gesù
- Congregazione americana cassinese
- Congregazione del Santissimo Redentore
- Congregazione della missione
- Congregazione della Passione di Gesù Cristo
- Fratelli cristiani
- Fratelli di San Francesco Saverio
- Legionari di Cristo
- Ordine dei frati minori

- Ordine dei frati minori cappuccini
- Ordine dei frati minori conventuali
- Ordine della Santa Croce
- Ordine della Santissima Trinità
- Società del Divin Salvatore
- Società dell'apostolato cattolico
- Società di Cristo per gli emigrati della Polonia
- Società di Maria
- Società di San Giuseppe del Sacro Cuore
- Società missionaria di San Paolo di Nigeria
- Terzo ordine regolare di San Francesco

### Istituti religiosi femminili
Alla fine del 2012 contavano case in diocesi i seguenti istituti religiosi femminili:
- Ancelle missionarie della Santissima Trinità
- Benedettine della Federazione di Santa Scolastica
- Carmelitane scalze
- Figlie della carità di San Vincenzo de' Paoli
- Fraternità delle piccole sorelle di Gesù
- Missionarie ausiliarie del Sacro Cuore
- Missionarie della carità
- Oblate di Santa Marta
- Piccole sorelle dei poveri
- Religiose del Sacro Cuore di Maria Vergine Immacolata
- Suore dei Santi Nomi di Gesù e Maria
- Suore del Buon Soccorso di Nostra Signora Ausiliatrice
- Suore del Divin Salvatore
- Suore della misericordia delle Americhe
- Suore della Santa Unione dei Sacri Cuori
- Suore di carità di San Vincenzo de' Paoli
- Suore di Gesù Misericordioso
- Suore di Nostra Signora della Carità del Buon Pastore
- Suore di Nostra Signora di Namur
- Suore di Ognissanti dei poveri

- Suore di San Giuseppe della Pace
- Suore di San Giuseppe di Filadelfia
- Suore domenicane della Congregazione di Nostra Signora del Sacro Cuore
- Suore domenicane della Congregazione di Santa Caterina de' Ricci
- Suore domenicane della Congregazione di Santa Cecilia
- Suore domenicane della pace
- Suore domenicane di Maryknoll
- Suore francescane della Congregazione di Nostra Signora di Lourdes
- Suore francescane della penitenza e della carità
- Suore francescane di Glen Riddle
- Suore francescane di San Giuseppe di Hamburg
- Suore Grigie del Sacro Cuore
- Suore medico missionarie
- Suore missionarie pie madri della Nigrizia
- Suore oblate della Provvidenza
- Suore orsoline dell'Immacolata Concezione
- Suore per la comunità cristiana
- Suore piccole ancelle della Beata Vergine Maria Immacolata
- Suore scolastiche di Nostra Signora